# TVEL

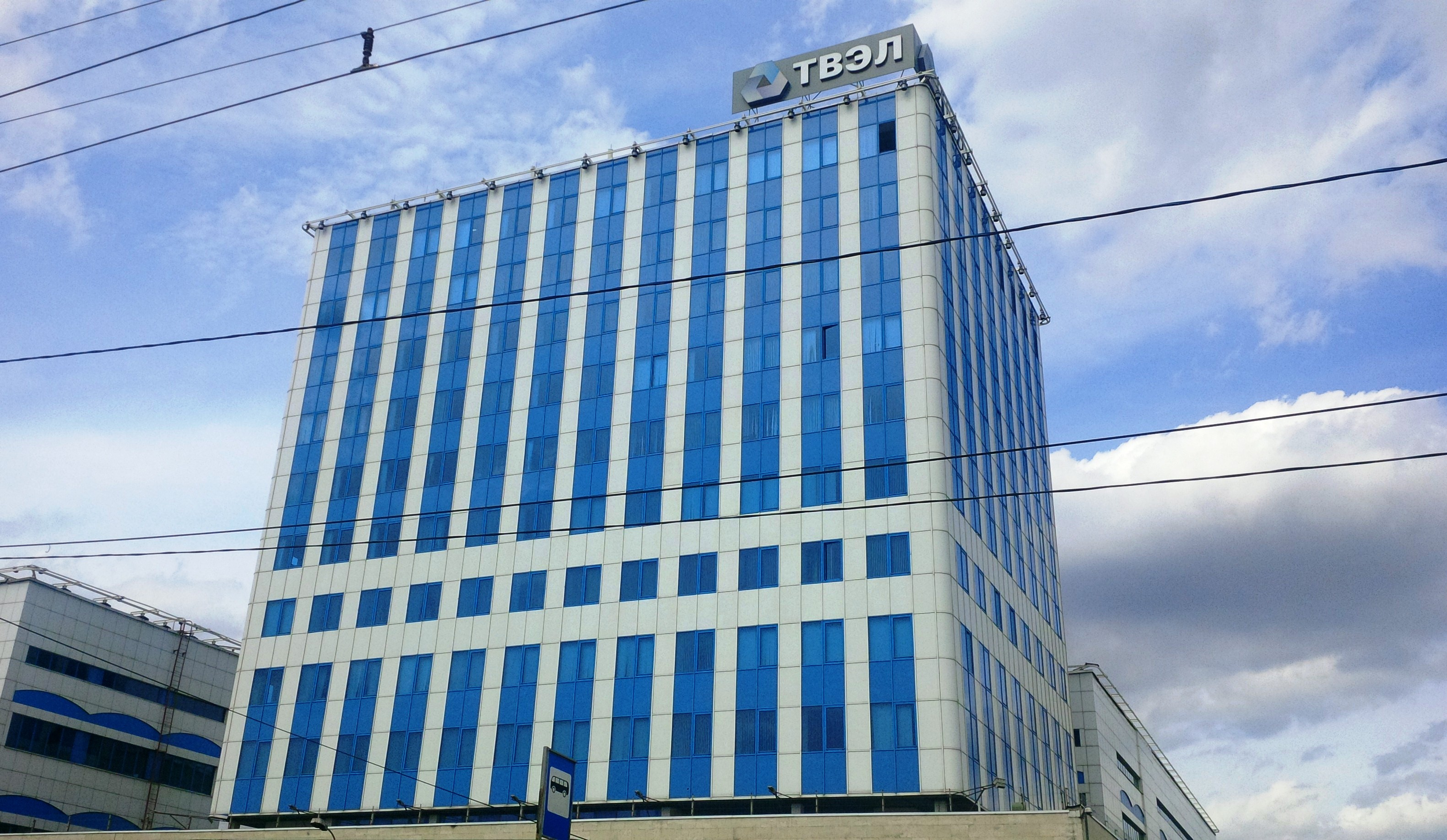
モスクワのTVEL本社ビル

TVEL (ロシア語: ТВЭЛ) はモスクワに本社を置くロシアの核燃料サイクル企業である。ロシア国営原子力企業ロスアトム傘下の持株会社アトムエネルゴプロムの完全子会社で、ウラン採掘から燃料集合体に至る核燃料の一貫生産態勢を有している。社名はロシア語で燃料棒を意味するТепловыделяющий элемент (Teplovydelyayushchiy element、「燃料要素」の意)の略である。
TVELはロシア国内に留まらず、チェコ、スロバキア、ブルガリア、ハンガリー、ウクライナ、アルメニア、リトアニア、 フィンランド、中国、インドなど、ロシア型軽水炉を導入している国を中心に核燃料を供給している。2018年8月時点でTVELが核燃料を供給している商用炉は89基あり、運転可能な商用炉444基の1/5を占める。
TVELはウェスチングハウス系の軽水炉向けにTVS-K燃料集合体を開発しており、2016年5月にはGE日立ニュークリア・エナジー傘下のグローバル・ニュークリア・フュエルと米国事業で戦略提携することを発表した。現在は米国原子力規制委員会の認可待ちで、TVELは2021年に商用化の準備が整うことを期待している。   

## 子会社
核燃料生産
- エレクトロスタール機械工学工場
- ノヴォシビルスク集中化学プラント
- チェペツク機械工場
- モスクワ合金工場

精錬・濃縮
- アンガルスク電解・化学コンビナート
- ゼレノゴルスク電気化学工場
- シベリア化学コンビナート
- ウラル電気化学プラント

研究開発
- 中央設計技術研究所
- ロシア無機材料研究所 (VNIINM)
- ノヴォウラルスク研究開発センター
- OKB ニジニ・ノヴゴロド
- セントロテック-SPb
- ウラルプリボル

## 参照資料
1. 1 2 3 4 5  "Консолидированная финансовая отчетность по МСФО за 2017 год"  (PDF). Retrieved 7 November 2018.
2. ↑  “TVS-K PWR Fuel - 2018 NRC Technology Update” (pdf).   グローバル・ニュークリア・フュエル (2018年8月28日). 2019年11月7日閲覧。
3. ↑  “Reactor Database Search”.  世界原子力協会. 2019年11月7日閲覧。
4. ↑  “Alliance brings Russian fuel to US market”. World Nuclear News.  世界原子力協会 (2016年5月24日). 2019年11月7日閲覧。
5. ↑  “A Russian export brand”. Nuclear Engineering International. (2017年9月13日) 2017年9月27日閲覧。
6. ↑  “Фабрикация ядерного топлива”. Tvel.ru. 2017年8月4日閲覧。
7. ↑  “Разделительно-сублиматный комплекс”. Tvel.ru. 2017年8月4日閲覧。
8. ↑  “Научно-конструкторский блок”. Tvel.ru. 2017年8月4日閲覧。